# Parti anti-corruption
Le Parti anti-corruption (en espagnol : Partido Anticorrupción, PAC) est un parti politique du Honduras.
Le parti est légalement admis en tant que parti politique par le Tribunal électoral suprême en août 2013 et enregistre Salvador Nasralla comme président.

## Résultats électoraux

### Élections législatives
| Année | Voix      | %     | Rang     | Élus |
| ----- | --------- | ----- | -------- | ---- |
| 2013  | 4 169 245 | 15,15 | 13 / 128 | 3e   |
| 2017  | —         | —     | 1 / 128  | 8e   |
| 2021  | 260 093   | 0,81  | 1 / 128  | 6e   |